# Phriconyma
Phriconyma é um gênero de traça pertencente à família Agonoxenidae.